# Marcus Campbell
Marcus Campbell, född 22 september 1972, i Dumbarton, är en skotsk snookerspelare.
Campbell blev professionell 1991, men har trots många år på touren aldrig nått högre än plats 40 på världsrankingen. Han stod dock för en av de största skrällarna i snookerhistorien, då han slog ut Stephen Hendry med 9-0 i 1998 års UK Championship.
Tio år senare skrev Campbell åter in sig i historieböckerna då han gjorde ett maximumbreak i sin wild card-match i Bahrain Championship. Det var det första maximumbreaket som någonsin gjorts i Mellanöstern i proffssammanhang. År 2010 vann Campbell sin första titel på proffstouren, den mindre rankingturneringen Euro Players Tour Championship 3 i Rüsselsheim i Tyskland.
Campbell brukar träna i Glasgow tillsammans med landsmännen Alan McManus och Stephen Maguire.

## Titlar

### Mindre rankingtitlar
Euro Players Tour Championship 3 - 2010